# Gianluigi Braschi
Gianluigi Braschi (Cesena, 2 de julio de 1963 – 23 de octubre de 2008) fue un productor de cine italiano.
Braschi era el hermano de Nicoletta Braschi, que se casó con Roberto Benigni y con el que trabajó frecuentemente produciendo sus comedias. Comenzó a trabajar como ayudante de producción con Johnny Palillo (Johnny Stecchino) en 1991. En 1994 creó la productora Melampo Cinematographic junto a su hermana y su cuñado. Continuó trabajando con Benigni en El monstruo (Il mostro) (1994), Pinocho (Pinocchio) (2002) y El tigre y la nieve (2005).
También coprodujo la exitosa La vida es bella (La vita è bella) (1997) junto a Elda Ferri, por el que recibieron la nominación al Óscar a la mejor película. El film también ganó el Premio a la mejor película de los Premios David di Donatello y el de mejor película de los Premios del Cine Europeo.
Murió el 23 de octubre de 2008 después de una larga enfermedad a los 45 años. El funeral se celebró en Cesena el 25 de octubre en el convento delle Clarisse.

## Filmography
- El tigre y la nieve (La tigre e la neve) (2005)
- Pinocho (Pinocchio) (2002)
- La vida es bella (La vita è bella) (1997)
- Roberto Benigni: Tuttobenigni 95/96 (1996)
- El monstruo (Il mostro) (1994)

## Premios y distinciones
Premios Óscar
| Año  | Categoría      | Película         | Resultado |
| ---- | -------------- | ---------------- | --------- |
| 1999 | Mejor Película | La vida es bella | Nominado  |